# Carlota Camargo Nascimento
Carlota De Camargo Nascimento (Loty) 1904-1974 Escultora e poeta, natural de Sergipe, nascida em 7 de outubro de 1904 e falecida em 2 de julho 
de 1974, no Rio de Janeiro. Formada pela Escola Nacional de Belas Artes, foi aluna do grande mestre e diretor da Escola Nacional Rodolfo Bernardelli (1852-1931), um inovador do ensino das artes no Brasil. Carlota de Camargo Nascimento que assinava suas obras como Loty é uma das mulheres pioneiras a fazer escultura no Brasil; seu nome consta no Dicionário Brasileiro de Artistas Plásticos, de Walmyr Ayala e na bibliografia sobre os Salões de Artes Brasileiros das décadas de 30 e 40.
Recebeu prêmios nos salões da época – menção honrosa e medalhas de bronze, prata e ouro no Salão Nacional de Belas Artes. Entre outras exposições de relevância ímpar para o panorama artístico nacional, participou da 38ª Exposição Geral de Belas-artes, também denominada Salão Revolucionário ou Salão de 31.
Em 1930, o governo Vargas nomeou novos diretores na área de Educação e Cultura: Rodolfo Garcia para o Museu Histórico ou Biblioteca; Luciano Gallet para o Instituto de Música e Lucio Costa para as Belas Artes. Com apenas 28 anos de idade, no período de menos de dois anos em que permaneceu na direção da Escola, Lucio reformulou o ensino e fez o Salão de 31, primeiro Salão oficial de artes plásticas aberto aos artistas modernos.
Sua atuação foi didática na própria maneira de reformular o ensino (propondo uma nova alternativa sem eliminar a antiga - a escolha sendo dos alunos) e de organizar o Salão de 31, permitindo a comparação entre a parte acadêmica, montada nos moldes tradicionais, e a nova linguagem no modo de expor introduzida na parte dos modernos. É Lucia Gouveia Vieira que em Salão de 1931 (1984) escreve:
O Salão de 31 mais do que uma simples conseqüência da Semana de 22 é não apenas o contexto político-cultural no qual ele ocorre, mas também o significado que assume diante da formação artística brasileira o estatuto da Escola de Belas-artes, palco dos acontecimentos. O que ocorreu em 31 foi uma ruptura institucional mais do que artística [...] mais do que um evento artístico de destaque, assumiu um significado político-cultural revelador da arte moderna em nível nacional. Se a Semana de 22 realizou o trabalho de choque, o Salão de 31 sedimentou e irradiou o novo.
(VIEIRA, Lucia Gouvêa, Salão de 1931. Marco da revelação da arte moderna em nível nacional. Rio de Janeiro, Funarte. p. 29).
A participação de Carlota no Salão de 31 foi assim reportada:
Há uma jovem escultora para quem reservo uma referência especial pelo grande esforço e admirável prova de talento dos seus envios: é Carlota Camargo Nascimento. Expõe a brilhante jovem artista um retrato de senhora, uma cabeça de criança, um busto de moça, dois estudos de nu, todos construídos com sobriedade e beleza, conhecimento perfeito de técnica. Ainda levou ao Salão dois pequenos estudos de nu moldados com um sentimento muito fino, dentro da harmonia com que os franceses de boa escola costumam tratar o assunto. São trabalhos que obrigam a escultura a empreendimentos mais audazes, aconselhando-a a preparar para o próximo Salão o mesmo gênero, em proporções maiores.
Medalhas de Prata e Ouro no Salão Nacional de Belas Artes (Anos 30 e 50)
Fonte: SIQUEIRA, Dylla R. 42 Anos De Premiações Nos Salões Oficiais, 1934-1976. Rio de Janeiro: FUNARTE, 1980. p. 21-24,
Carlota conviveu e dialogou com grandes nomes das artes brasileiras, entre poetas, pintores e escultores. Entre seus pares mais próximos estavam Oswaldo Teixeira (1905-1974), pintor e diretor fundador do Museu Nacional de Belas Artes; o poeta e imortal Olegário Mariano (1889-1958), que compôs famosos versos para uma de suas esculturas; a poeta simbolista Gilka Machado (1893-1980); o pintor Azeredo Coutinho (1900-1967), seu contemporâneo na Escola Nacional de Belas Artes; o pintor José Pancetti (1902-1958), um dos mais importantes integrantes do Núcleo Bernardelli; e, ainda, fora do Brasil, um dos maiores escultores portugueses de todos os tempos, mestre Teixeira Lopes (1866-1942), a quem hoje é dedicado um museu, Casa-Museu Teixeira Lopes. Todos esses artistas têm suas obras representadas no acervo pessoal da artista.
Esculturas premiadas de Loty estão em praças públicas no Uruguai e Argentina. O restante do acervo se encontra com a família da artista. Entre as peças de maior destaque, estão:
Obras em bronze fundido e mármore
1. Jaguarary (premiada no Salão de 1933; inspirada no poema Jaguarary do poeta e presidente da Academia de Letras Brasileiras Olegário Mariano - uma estrofe do poema está esculpida na base da peça).
2. O Cacique (1940, premiada, vendida para o Governo do Uruguai).
3. Ritmo Eterno (premiada).
4. Fim da Jornada (premiada no Salão de Belas Artes de 1944).
5. Banco da Vieira Souto – casal de namorados e ama com o bebê.
6. Banco da Praça XV – casal de namorados.
7. Meio-dia – trabalhador de construção civil descansa na calçada.
8. Busto da artista Sarah Villela de Figueiredo.
9. Busto de Bertha Lutz (1894 — 1976), pioneira do feminismo no Brasil.
10. Busto da poeta Gilka Machado (1893 – 1980).
11. Cabeça de Criança – filho do pintor Mário de Murtas.
12. Busto de Joaquim Carlos em mármore.
13. Busto de Joaquim Carlos em bronze.
14. Busto de Cigana.
15. Busto de Guimas.
16. Busto de menina chinesa.
17. Busto de Ludwig van Beethoven (1770-1827).
18. Escultura tumular de Cristo.
19. Caricaturas em porcelana de “O Amigo da Onça” – Premiadas no São Assírio, Teatro Municipal.
20. Busto de pequeno porte do compositor Franz Liszt (1811-1886).
Carlota teve um único filho, Joaquim Carlos de Camargo Costa, and seis netos: Liana de Camargo Leão, Carla de Camargo da Costa Leite, Dayse de Camargo Costa, Patricia de Camargo Costa, Diana de Camargo Costa e Igor de Camargo Costa.

## Leituras adicionais
- AYALA, Walmir (org.) Dicionário Brasileiro de Artistas Plásticos. Brasília: Instituto Nacional do Livro, 1973.
- VIEIRA, Lucia Gouvêa, Salão de 1931. Marco da revelação da arte moderna em nível nacional. Rio de Janeiro; FUNARTE/Instituto de Artes Plásticas, 1984.